# Lonevåg
Lonevåg er en by, der er administrationscenter i Osterøy kommune i Vestland fylke i Norge, og et knudepunkt for erhvervslivet i kommunen.
Lonevåg har fået navnet efter Lonelven, som løber ud i havet i en smal vig (våg). Dette er den oprindelige «Lonevågen». Fra Osterfjorden går den smalle Lonevågen, som ikke er over 500 m bred mod sydvest og er ca. 5 km lang. Nedre del af Lonevassdraget er en flad elvdal.
Ved kommunesammenlægningen i 1964 blev det bestemt, at Lonevåg skulle være administrationscentrum i Osterøy kommune, og der blev bygget rådhus og ungdomsskole.